# Jamie Collins
Pour les articles homonymes, voir Collins.
(en) Statistiques sur pro-football-reference
Jamie Collins (né le 20 octobre 1989) est un américain, joueur de football américain évoluant au poste de linebacker.
Au niveau universitaire, il joue pour les Golden Eagles de Southern Miss. Il était considéré comme l'un des meilleurs jeunes linebackers à se présenter à la draft 2013 de la NFL.
Il y est sélectionné par les Patriots de la Nouvelle-Angleterre évoluant au sein de la National Football League (NFL)en American Football Conference (AFC). Il est ensuite acquis en 2016 par les Browns de Cleveland mais est re-signé le 15 mai 2019 par les Patriots.

## Biographie sportive

### Université du Mississippi Sud
Jamie Collins évolue aux postes de linebacker, defensive back et defensive end à l'Université du Mississippi Sud où il réussit 314 tacles, 21 sacks, 3 interceptions et 3 touchdowns.

### Patriots de la Nouvelle-Angleterre
Collins décide de se présenter à la draft 2013 de la NFL et participe dès lors au NFL Scouting Combine à Indianapolis dans l'Indiana. Il y effectue toutes les épreuves.
Il établit un nouveau record du NFL Combine en effectuant un saut horizontal de 3,57 m, battant le précédent record de 3,47 m détenu par le wide receiver Jerome Simpson établi en 2008. Ce record sera néanmoins battu tout d'abord par le cornerback Byron Jones en 2015 (3,75 m) et ensuite par Obi Melifonwu en 2017 (3,63 m).
Collins termine également second au saut vertical lors du combine, 4e en short shuttle et 8e en 40-yard dash dans sa catégorie .
Le 8 mars 2013, Collins participe également au Pro Day de Southern Mississippi. Avant de se présenter à la draft, il est pressenti comme futur choix de second tour par les experts. Collins est même classé 3e meilleur outside linebacker par  l'analiste NFL Mike Mayock (en), 5e par Josh Norris (autre analyste NFL) et 6e par le site DraftScout.com,,.
| Taille              | Poids           | Bras           | Main          | Sprint   | Sprint   | Sprint   | Shuttle 20 yards | 3 cones drill | Détente          | Détente             | Développé couché | Test Wonderlic |
| Taille              | Poids           | Bras           | Main          | 40 yards | 10 yards | 20 yards | Shuttle 20 yards | 3 cones drill | verticale        | horizontale         | Développé couché | Test Wonderlic |
| 1,92 m (6 ft 3½ in) | 113 kg (250 lb) | 86 cm (33¾ in) | 25 cm (9¾ in) | 4,59 s   | 1,58 s   | 2,61 s   | 4,32 s           | 7,10 s        | 1,05 cm (41½ in) | 3,57 m (11 ft 7 in) | 19               | -              |

Collins est sélectionné en 52e choix global lors du deuxième tour de la draft 2013 de la NFL par les Patriots de la Nouvelle-Angleterre.

#### 2016
Le coordinateur défensif Matt Patricia désigne Collins et Jonathan Freeny (en) comme titulaires au poste d'outside linebackers en compagnie des middle linebacker Dont'a Hightower. Le 22 septembre 2016, Collins enregistre 14 tacles dont 8 en solo, 1 passe déviée et 1 interception lors de la victoire 27 à 0 contre les Texans de Houston en 3e semaine. Collins est inactif en 6e semaine à la suite d'une blessure à la hanche lors de la victoire sur les Bengals de Cincinnati.

### Browns de Cleveland
Le 31 octobre 2016, Collins est acquis par les Browns de Cleveland contre un choix de 3e tour lors de la Draft 2017 de la NFL,,. L'entraîneur principal Hue Jackson (en) désigne Collins comme titulaire au poste d'Outside Linebacker du côté opposé à Cam Johnson (en) et en compagnie des Inside linebackers Demario Davis et Christian Kirksey (en).
Le 6 novembre 2016, Collins fait ses débuts officiels avec les Browns contre les Cowboys de Dallas et y enregistre huit tacles (défaite 35 à 10) en 9esemaine. Le 11 décembre 2016, Collins réalise sa meilleure performance de sa saison avec 15 tacles (dont 13 en solo) en plus d'un sack lors de la défaite des chez les Bengals de Cincinnati 25 à 10. Il termine sa saison 2016 avec un total de 112 tacles dont 79 en solo, 3 passes défendues, 3 sacks, 2 interceptions et 2 fumbles provoqués en 15 matchs dont 14 comme titulaire. Pro Football Focus lui décerne une moyenne générale de 88,6 % ce qui le classe comme 7e meilleur linebacker de la saison 2016 .

#### 2017
Le 8 janvier 2017, les Browns, ayant terminé la saison 2016 avec un bilan d'une seule victoire pour 15 défaites, remercient le coordinateur défensif Ray Horton (en). Le 23 janvier 2017, Collins signe un contrat de 4 ans (50 millions de $ dont 26,4 garantis avec un bonus à la signature de 5 millions,,.
Cleveland engage Gregg Williams (en) comme nouveau coordinateur défensif. Celui-ci prône la Défense 4-3. L'entraîneur principal Hue Jackson désigne Collins comme titulaire au poste de strongside linebacker pour commencer la saison régulière en compagnie de Christian Kirksey (en) et du middle linebacker Joe Schobert.
Le 17 septembre 2017, Collins enregistre la meilleure performance de sa saison avec 7 tacles en solo avant de quitter le terrain lors de la défaite 24 à 10 contre les Ravens de Baltimore à la suite d'une commotion cérébrale. Collins reste inactif à la suite du protocole en vigueur en NFL pendant trois autres matchs (semaines 3 à 5). En 6e semaine, il enregistre huit tacles et dévie une passe malgré la défaite 33 à 17 contre les Texans de Houston. Le 12 novembre, Collins effectue 1 tacle, dévie une passe et intercepte une passe du QB Matthew Stafford lors de la défaite 28 à 24 contre les Lions de Détroit. Collins quitte le match lors du premier quart-temps après avoir été blessé au genou droit à la suite d'un tacle effectué par Graham Glasgow (en) alors qu'il effectuait un retour d'interception. Le 14 novembre 2017, Cleveland désigne officiellement Collins comme réserviste blessé (en) à la suite d'une rupture des ligaments. Collins termine la saison 2017 avec 31 tacles dont 21 en solo), 3 passes déviées, 1 sack, 1 fumble provoqué et 1 interception en 6 matchs comme titulaire (sur 6) Pro Football Focus lui décerne une moyenne générale de 35,9 % , ce qui le classe 82e des linebackers de la ligue en 2017.
Collins est libéré par les Browns le 6 mars 2019.

### Retour aux Patriots de la Nouvelle-Angleterre
Le 15 mai 2019, les Patriots de la Nouvelle-Angleterre signent Jamie Collins.

### Lions de Détroit
Le 16 mars 2020, les Lions de Détroit annoncent qu'ils ont signé avec Collins un contrat de trois ans d'une valeur de 30 millions de dollars dont 18 millions garantis.

## Statistiques

### NCAA
| Année       | Équipe                                | Statut      | MJ |       | Plaquages | Plaquages | Plaquages | Plaquages |       | Interceptions | Interceptions | Interceptions | Interceptions |  | Fumbles | Fumbles |
| Année       | Équipe                                | Statut      | MJ | Total | Seul      | Ast.      | Sacks     | Nb.       | Yards | Déf.          | TD            | Nb.           | Rec.          |  |         |         |
| 2009        | Golden Eagles de Southern Mississippi | Fr          | 13 | 48    | 27        | 21        | 2,0       | 0         | 0     | 0             | 0             | 0             | 1             |  |         |         |
| 2010        | Golden eagles de Southern Mississippi | So          | 13 | 76    | 45        | 31        | 2,5       | 2         | 37    | 2             | 1             | 1             | 1             |  |         |         |
| 2011        | Golden eagles de Southern Mississippi | Jr          | 14 | 98    | 58        | 40        | 6,5       | 1         | 97    | 8             | 1             | 1             | 1             |  |         |         |
| 2012        | Golden eagles de Southern Mississippi | Sr          | 14 | 92    | 66        | 26        | 10,0      | 0         | 0     | 5             | 0             | 4             | 0             |  |         |         |
| Totaux NCAA | Totaux NCAA                           | Totaux NCAA | 54 | 314   | 196       | 118       | 21,0      | 3         | 134   | 15            | 2             | 6             | 3             |  |         |         |

### NFL
| Année                                              | Équipe                                             | MJ |                 | Plaquages       | Plaquages       | Plaquages       | Plaquages |       | Interceptions | Interceptions | Interceptions | Interceptions |  | Fumbles | Fumbles |
| Année                                              | Équipe                                             | MJ | Total           | Seul            | Ast.            | Sacks           | Nb.       | Yards | Déf.          | TD            | Nb.           | Rec.          |  |         |         |
| 2013                                               | Patriots de la Nouvelle-Angleterre                 | 16 | 56              | 33              | 23              | 0,0             | 0         | 0     | 4             | 0             | 0             | 1             |  |         |         |
| 2014                                               | Patriots de la Nouvelle-Angleterre                 | 15 | 138             | 91              | 47              | 4,0             | 2         | 0     | 3             | 0             | 4             | 2             |  |         |         |
| 2015                                               | Patriots de la Nouvelle-Angleterre                 | 12 | 89              | 51              | 38              | 5,5             | 1         | 51    | 6             | 1             | 5             | 1             |  |         |         |
| 2016                                               | Patriots de la Nouvelle-Angleterre                 | 7  | 43              | 31              | 12              | 1,0             | 2         | 31    | 3             | 0             | 1             | 0             |  |         |         |
| 2016                                               | Browns de Cleveland                                | 8  | 69              | 48              | 21              | 2,0             | 0         | 0     | 0             | 0             | 1             | 0             |  |         |         |
| 2017                                               | Browns de Cleveland                                | 6  | 31              | 21              | 10              | 1,0             | 1         | 0     | 3             | 0             | 1             | 0             |  |         |         |
| 2018                                               | Browns de Cleveland                                | 16 | 104             | 73              | 31              | 4,0             | 1         | 0     | 4             | 0             | 1             | 1             |  |         |         |
| 2019                                               | Patriots de la Nouvelle-Angleterre                 | ?  | saison en cours | saison en cours | saison en cours | saison en cours |           |       |               |               |               |               |  |         |         |
| Totaux chez les Patriots de la Nouvelle-Angleterre | Totaux chez les Patriots de la Nouvelle-Angleterre | 50 | 326             | 206             | 120             | 10,5            | 5         | 82    | 16            | 1             | 10            | 4             |  |         |         |
| Totaux chez les Browns de Cleveland                | Totaux chez les Browns de Cleveland                | 30 | 204             | 142             | 62              | 7,0             | 2         | 0     | 7             | 0             | 3             | 1             |  |         |         |
| Totaux en NFL                                      | Totaux en NFL                                      | 80 | 530             | 348             | 182             | 17,5            | 7         | 82    | 23            | 1             | 13            | 5             |  |         |         |

| Année                  | Équipe                             | MJ |       | Plaquages | Plaquages | Plaquages | Plaquages |       | Interceptions | Interceptions | Interceptions | Interceptions |  | Fumbles | Fumbles |
| Année                  | Équipe                             | MJ | Total | Seul      | Ast.      | Sacks     | Nb.       | Yards | Déf.          | TD            | Nb.           | Rec.          |  |         |         |
| 2013                   | Patriots de la Nouvelle-Angleterre | 2  | 13    | 9         | 4         | 1,0       | 1         | 20    | 2             | 0             | 0             | 0             |  |         |         |
| 2014                   | Patriots de la Nouvelle-Angleterre | 3  | 19    | 13        | 6         | 0,0       | 1         | 25    | 3             | 0             | 0             | 0             |  |         |         |
| 2015                   | Patriots de la Nouvelle-Angleterre | 2  | 14    | 8         | 6         | 2,0       | 0         | 0     | 0             | 0             | 0             | 0             |  |         |         |
| Totaux en playoffs NFL | Totaux en playoffs NFL             | 7  | 46    | 30        | 16        | 3,0       | 2         | 45    | 5             | 0             | 0             | 0             |  |         |         |

## Trophées et récompenses
- Vainqueur du Super Bowl XLIX avec les Patriots de la Nouvelle-Angleterre au terme de la saison 2014 ;
- Sélectionné au Pro Bowl : en 2015 ;
- Sélectionné dans la seconde équipe type All-Pro : en 2015.